# Розауро, Ней
Ней Розауро (порт. Ney Rosauro; род. 24 октября 1952, Рио-де-Жанейро) — бразильский композитор и перкуссионист.
Окончил университет Бразилиа, затем учился в Вюрцбургской Высшей школе музыки у Зигфрида Финка. В 1975—1987 гг. преподаватель кафедры ударных инструментов Школы музыки в Бразилиа и литаврист оркестра Национального театра Бразилии. В 1987—1999 гг. возглавлял кафедру ударных инструментов в Федеральном университете Санта-Марии, руководил ансамблем ударных инструментов. С 2000 г. руководитель кафедры ударных инструментов в Университете Майами.
Музыка Розауро для маримбы, вибрафона, различных перкуссионных составов вводит ритмические и гармонические элементы традиционной бразильской музыки в академический контекст. Первый концерт Розауро для маримбы и струнного оркестра — одно из наиболее часто исполняемых сочинений для маримбы.